# مضادات بيتا-لاكتام
مضادات بيتا-لاكتاماز(بالإنجليزية: β-Lactam antibiotic)‏.وهي مركبات لمثبطات ضد البكتيريا التي تحتوي على إنزيم بيتا لاكتاماز.
وهذه المركبات تجمع عدد من مضادات بيتا-لاكتاماز.

## آلية العمل
يتم توليف الأموكسيسيلين مع حمض الكلافولينيك ليشكل مركبات ذات فعالية تعمل على تثبيط عمل إنزيم بيتا لاكتاماز، فيصبح رد فعله الكيميائي فعال ضد الإنتانات بالبكتيريا المفرزة للبيتالاكتاماز والمؤثرة في الجهاز التنفسي والجهاز البولي.

## المركبات
مضادات بيتا-لاكتاماز تستعمل تحت أسماء ومركبات عديدة منها:
- سيفالوسبورينات
- آزلوسيلين
- آزيدوسيلين
- أمبيسيلين
- أموكسيسيلين
- أوكساسيلين
- بنسلين
- بيتا لكتاميز
- حامض الكلافولينيك
- سيفالوسبورين
- كاربابينيم
- ميثيسيلين

## وصلات إضافية
http://www.uptodate.com/contents/beta-lactam-antibiotics-mechanisms-of-action-and-resistance-and-adverse-effects
http://pharmacology.xjtu.edu.cn/ppt/b-lactamAntibiotics.pdf
http://www.princeton.edu/~achaney/tmve/wiki100k/docs/Beta-lactam_antibiotic.html